# 딜런 레빗
딜런 제임스 크리스토퍼 레빗(영어: Dylan James Christopher Levitt, 2000년 11월 17일 ~ )는 웨일스의 축구 선수이다. 포지션은 미드필더이며, 현재 스코티시 프리미어십의 하이버니언에서 뛰고 있다.